# Francesco Alciati
Francesco Alciati, född 2 februari 1522 i Milano, död 20 april 1580 i Rom, var en italiensk kardinal och biskop. Alciati tjänade som apostolisk datarius från 1561 till 1565 och var beskyddare för Kartusianorden.

## Biografi
Francesco Alciati blev iuris utriusque doktor. Han var professor i rättsvetenskap i Milano och senare i Pavia. År 1560 kallades han av påve Pius IV till Rom, där han för en tid var refendarieråd vid Apostoliska signaturan.
I september 1561 utnämndes Alciati till biskop av Civitate.
Den 12 mars 1565 upphöjde påve Pius IV Alciati till kardinaldiakon med Santa Lucia in Septisolio som titeldiakonia. Senare samma år blev han kardinalpräst och erhöll Santa Susanna som titelkyrka. Kardinal Alciati deltog i konklaven 1565–1566, vilken valde Pius V till ny påve. År 1569 valde han titeldiakonian Santa Maria in Portico Octaviae, vilken då pro illa vice upphöjdes till titelkyrka. Han deltog i konklaven 1572, som valde Gregorius XIII till ny påve.
Kardinal Alciati avled i Rom år 1580 och är begravd i kartusiankyrkan Santa Maria degli Angeli i Rom.